# マチュー・ドゥミ
マチュー・ドゥミ（Mathieu Demy, 1972年10月15日 - ）はフランス、パリ生まれの俳優。父は映画監督のジャック・ドゥミ、母は映画監督のアニエス・ヴァルダ。

## 主な出演作品
- ドキュモントゥール Documenteur (1981)
- カンフー・マスター! Kung-fu master ! (1987)
- 百一夜 Les Cent et une nuits de Simon Cinéma (1994)
- ジャンヌと素敵な男の子 Jeanne et le garçon formidable (1997)
- 恋は足手まとい Un fil à la patte (2005)
- 華麗なるアリバイ Le Grand Alibi (2007)
- トムボーイ Tomboy (2011)